# Schlacht bei Valenciennes
Les Avins – Löwen – Tornavento – Guetaria – Fontarrabie – Corbie – Diedenhofen 1639 – Turin – Arras 1640 – Aire-sur-la-Lys – La Marfée – Honnecourt – Barcelona – Cartagena – Diedenhofen 1643 – Rocroi – Orbetello – Fort Mardyck – Dünkirchen – Rethel – Bordeaux – Lens – Arras 1654 – Valenciennes – Dünenschlacht
Die Schlacht bei Valenciennes fand am 16. Juli 1656 während des Französisch-Spanischen Krieges statt und endete mit einem Sieg der Spanier. Es handelte sich dabei um das Aufbrechen der bereits seit dem 18. Mai andauernden französischen Belagerung von Valenciennes durch ein spanisches Entsatzheer.
Es war einer der letzten großen spanischen Siege des 17. Jahrhunderts über eine französische Armee und eine der wenigen Niederlagen des französischen Marschalls Henri de Turenne.

## Ablauf des Geschehens
Am 18. Mai 1656 begannen französische Truppen, kommandiert von Turenne, mit der Belagerung der strategisch wichtigen Stadt Valenciennes, die von einer spanischen Garnison unter dem Kommando von Francisco de Meneses verteidigt wurde.
Turenne hatte seine Streitmacht geteilt, der Maréchal La Ferté stand mit einem kleineren Kontingent westlich der Stadt auf dem Hügel Mont Azin, während Turenne im Osten einen Halbkreis bildete. Von seinen Truppen lagen der Duc de Navailles mit der königlichen Garde sowie das lothringische Kontingent auf dem Hügel Mont d’Ouy; Turennes Truppen schlossen sich im Norden in der Ebene an. Die Einschließung reichte hier bis zum Kloster Saint-Saulve an der Schelde.
Louis de Bourbon-Condé hatte die Flächen südlich und nördlich der Stadt durch die Schelde unter Wasser setzen lassen – im Süden zwischen der Schelde und dem Mont d’Ouy, im Norden zwischen der Schelde und der Kleinen Schelde. Die beiden im Süden und Westen der Stadt etablierten Belagerungstruppen waren so durch eine Wasserfläche getrennt worden. Als Verbindung bestand im Süden nur eine Bootsfähre über die Schelde; die überflutete Wasserfläche war nur auf einem schmalen Faschinendamm zu überqueren. Im Norden war die Fläche zwischen der Schelde und der Kleinen Schelde unpassierbar.
Die gut vorbereitete und durchgeführte Belagerung schwächte die Festungsbesatzung nach und nach immer mehr. Der Marquis de Trélon Albert de Merode wurde bei einem Erkundungsritt so schwer verwundet, dass er am 4. August 1656 starb. Er wurde in der Kirche Saint-Paul bestattet; sein Leichnam wurde 1990 bei archäologischen Grabungen wiederentdeckt.
Ende Juni entschied Juan José de Austria, der neue Gouverneur der Spanischen Niederlande, einzugreifen und eine Entsatzarmee zu schicken, da die Situation in Valenciennes kritisch zu werden begann. Am 15. Juli, kurz bevor die Festung hätte aufgeben müssen, näherte diese Armee sich den französischen Truppen.
In der Nacht vom 15. auf den 16. Juli griff Bourbon-Condé den Abschnitt von La Ferté von hinten so massiv an, dass der französische Widerstand sofort zusammenbrach.
Juan José de Austria griff mit einer Truppe von 4000 Reitern das Lager von Turenne an. Dieser konnte den Angriff zwar abwehren, der Versuch, La Ferté zu Hilfe zu kommen, scheiterte jedoch. Er musste sich wegen der zahlenmäßigen Übermacht des Gegners in Richtung Quesnoy zurückziehen und somit die Belagerung aufgeben.
Die Spanier nahmen von Turennes Truppen 1200 Soldaten und 77 französische Offiziere gefangen, darunter den Maréchal La Ferté, Das gesamte Gepäck, alle Vorräte und 50 Belagerungskanonen mitsamt allem Zubehör fielen in ihre Hände.
Von der Division La Ferté konnten 2000 Mann entkommen, nachdem sie die Waffen weggeworfen und die Flucht ergriffen hatten.